# Cantó de Neuilly-sur-Seine-Nord
El cantó de Neuilly-sur-Seine-Nord és un antic cantó francès del departament dels Alts del Sena, que estava situat al districte de Nanterre. Comptava amb part del municipi de Neuilly-sur-Seine.
Al 2015 va desaparèixer i el seu territori es va unir al nou cantó de Neuilly-sur-Seine.

## Municipis
- Neuilly-sur-Seine (part)

## Història
| Data d'elecció                           | Identitat                 | Partit                     | Qualitat |
| ---------------------------------------- | ------------------------- | -------------------------- | -------- |
| 1967-1973                                | Jean Fleury               | UDR                        |          |
| 1973-1985                                | Édith Gorce-Franklin      | UDR, després RPR           |          |
| 1985-1988                                | Nicolas Sarkozy           | RPR                        |          |
| 1988-2004                                | Charles Pasqua            | RPR, després RPF           |          |
| 2004-2007                                | Nicolas Sarkozy           | UMP                        |          |
| 2007-2011                                | Marie-Cécile Ménard       | UMP                        |          |
| 2011-2012                                | Jean-Christophe Fromantin | Divers droite, després UDI |          |
| 2012-                                    | Alexandra Fourcade        | Divers droite              |          |
| les dades anteriors no són pas conegudes |                           |                            |          |
|                                          |                           |                            |          |

## Demografia
| A partir de 1990: Població sense dobles comptes |